# Domenico dell’Allio

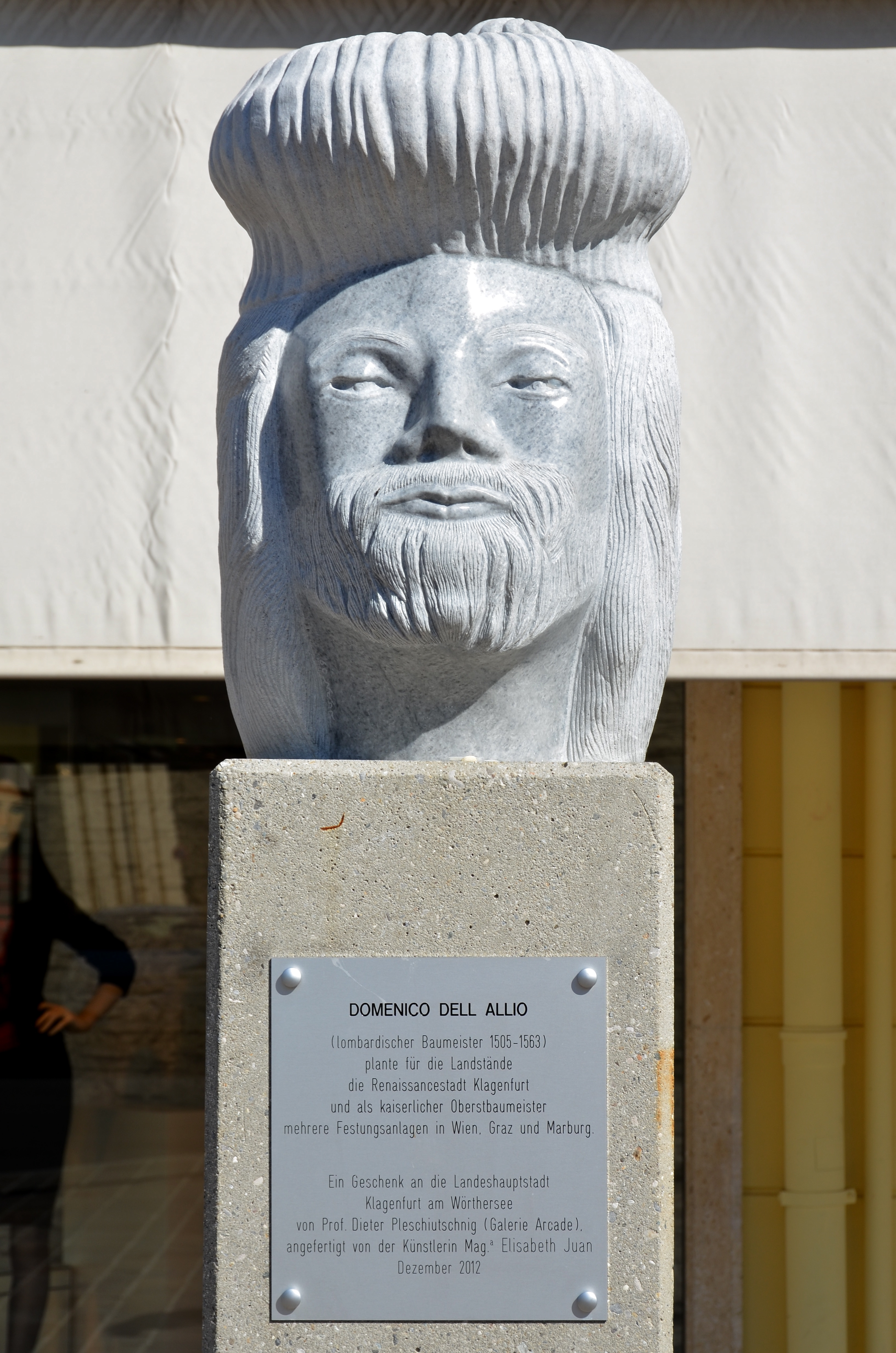
Büste in Klagenfurt am Wörthersee, 10.-Oktober-Straße

Domenico dell’Allio (auch: Aglio, del Alio, de Lalio, de Lallio, Illalio, Lalio) (* um 1515 in Scaria/Italien; † 29. November 1563 in Graz) war Spross einer weitverzweigten Familie von Baumeistern, Maurermeistern, Steinmetzen, Bildhauern und Stuckateuren aus der Region des Comer Sees, deren Tätigkeit über drei Jahrhunderte, vom 16. bis zum 19. Jahrhundert, bezeugt ist.

## Leben
Domenico dell’Allio wurde in Oberitalien zum Baumeister ausgebildet und lebte ab etwa 1530 in der Steiermark. Sein Vater, Martino Allio, war 1520 als Maurermeister in Radkersburg tätig.
Die Türkenkriege jener Zeit zwangen Österreich und die mit ihm verbundenen Länder zur Erneuerung und Verbesserung ihrer Festungsarchitektur. Das neue italienische Befestigungssystem, das sich um 1520 in Oberitalien ausgebildet hatte, sollte in Innerösterreich als Vorbild dienen. Die Festungsarchitektur war die Hauptaufgabe der aus Italien stammenden Festungsbaumeister.
Als eine der bedeutendsten Persönlichkeiten unter ihnen zeigte sich Domenico dell’Allio, der 1543 die Aufgabe erhielt, unter Aufsicht des Kapitäns für die Steiermark und Befehlshabers der slawonischen Grenze, Freiherr Hans Ungnad, die Befestigungen von Graz und Varaždin zu erneuern. In der Folge arbeitete er auch in Wien, Klagenfurt, Fürstenfeld, Feldbach, Radkersburg, Maribor (Marburg), Ptuj (Pettau), Koprivnica (Kopreinitz), Križevci (Kreutz), Brežice (Rann) und an der Festung Ivanić-Grad.

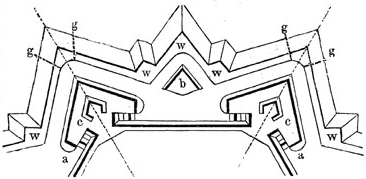
Idealtypische Bastionärbefestigung in neuitalienischer Manier, 2. Hälfte des 16. Jahrhunderts.

Die Festungen wurden nach den neuen Bauprinzipien unter Anwendung des Bastionensystems erneuert. Die Merkmale der Modernisierung der Festungen unter italienischen Architekten zeigen sich in niedrigeren Bauten, die für neue Kampftechniken geeignet waren. Die Türme waren niedriger und massiv, da man nicht mehr Pfeile, sondern Kanonen verwendete. An den Ecken der Ummauerung wurden an Stelle der eckigen Türme die Basteien gebaut und mit Kurtinen verbunden. Die Rundtürme wurden geöffnet, um den Platz für die Aufstellung der Kanonen zu sichern. Generell wurden die Wehranlagen wie Basteien und Wehrtürme auf den Außenrand der Stadtummauerungen gerückt, um die Kampflinie so fern wie möglich von der Siedlung zu halten.
Mit Domenico dell’Allios Berufung zum kaiserlichen Oberbaumeister der Innerösterreichischen Lande wurde auch für viele italienische Bauleute der Weg nach Österreich geebnet. Domenico nutzte seine Position, um Landsleuten aus der Gegend von Como und Lugano gut bezahlte Stellungen im Baugewerbe zu verschaffen. Zudem war es wegen der brisanten politischen Lage von großer Wichtigkeit, diese baulichen Erneuerungen rasch und in allen Städten gleichzeitig von erfahrenen Baumeistern, und das waren die Italiener, in Angriff zu nehmen.

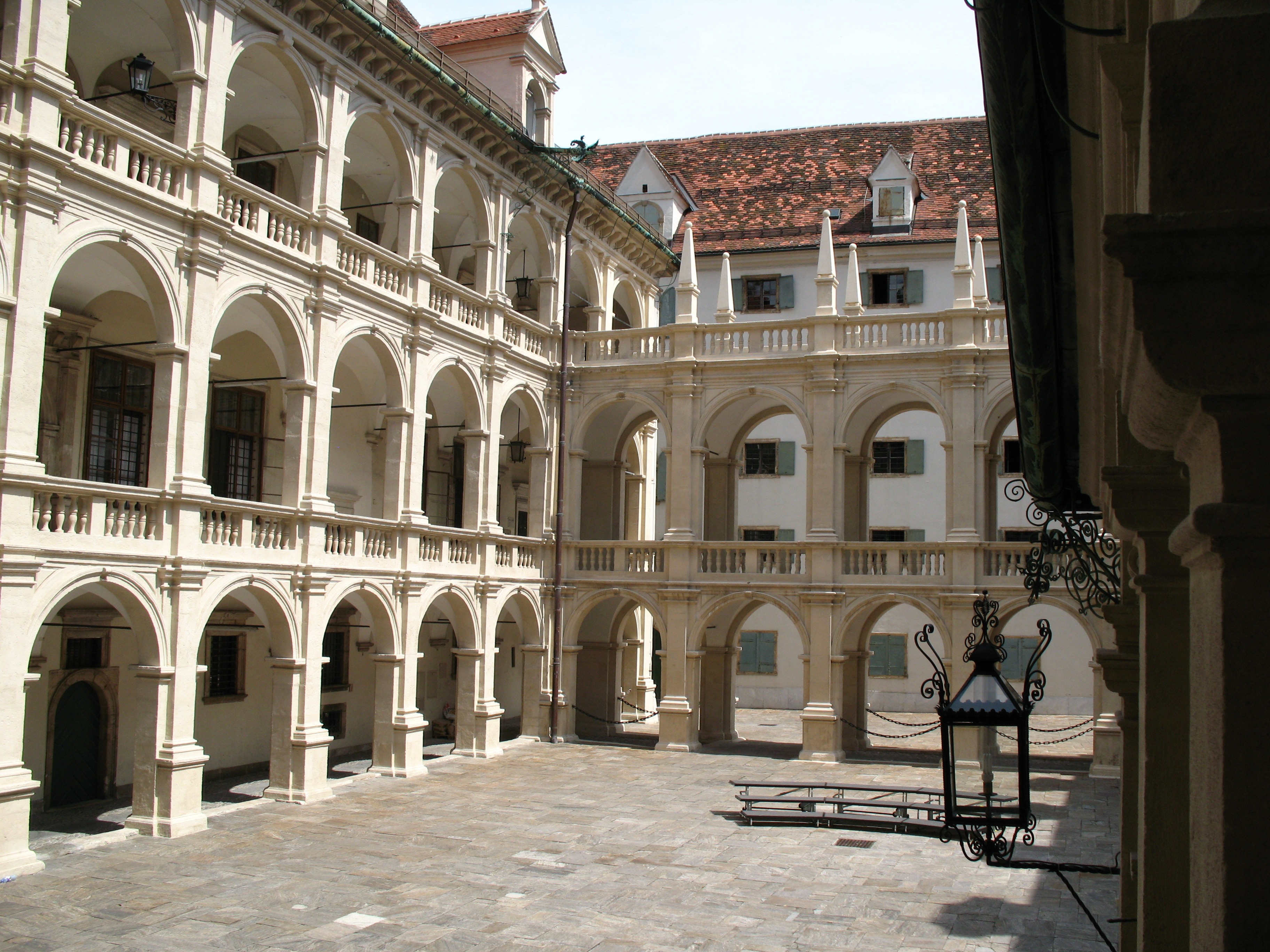
Domenico dell’Allio: Landhaushof, Graz 1557

Die italienischen Architekten, darunter auch Francesco de Pozzo, waren nicht nur Spezialisten im Festungsbau, sie hinterließen ihre Spuren auch im profanen Bereich. Während religiöse Auseinandersetzungen die Bautätigkeit der Kirche zu jener Zeit lähmte, errichteten die Italiener zahlreiche Stadthäuser, Palais, Schlösser und andere Bauwerke im Stil der italienischen Renaissance. So wurde Domenico dell’Allio auch mit der Errichtung wichtiger Repräsentationsbauten in Graz beauftragt. Das berühmteste Beispiel ist das Grazer Landhaus, dessen Haupttrakt ein Werk Domenicos ist und das heute zu den bedeutendsten Renaissancedenkmälern Österreichs zählt. Der dell’Allio-Schule sind unter anderem Biforien und Triforien, zwei- und dreifach gekuppelte Rundbogenfenster zu verdanken, die weite Verbreitung und Nachahmung fanden.
1558 gewährte Kaiser Ferdinand I. ihm und seinen Nachkommen ein Adelspatent als „architector et artifex insignis, Edler des Königreiches Böhmen“.
Tochter Magdalena heiratete 1560 den Architekten Marco Dionisio Taddei.
Im Sommer 1563 brach Domenico zu einer Inspektionsreise an die kroatisch-windische Militärgrenze auf, von der er nicht mehr zurückkehrte.
Seine Mitarbeiter, der landschaftliche Baumeister Francesco Marmoro und Bruder Antonio als Polier führten die Arbeiten am Landhaus 1581–1584 weiter.